# Accused (série télévisée, 2023)
Accused est une série télévisée d'anthologie policière américaine développée par Howard Gordon et basée sur la série britannique de 2010 du même nom, créée par Jimmy McGovern. 
La série est diffusée pour la première fois sur Fox le 22 janvier 2023. En mars 2023, la série est renouvelée pour une deuxième saison dont la première a eu lieu le 8 octobre 2024.
La série raconte l'histoire de gens ordinaires, chaque épisode s'ouvrant dans une salle d'audience présentant l'accusé sans connaître son crime ni la manière dont il s'est retrouvé au procès. Le public est ensuite informé des événements qui l'ont conduit là, du point de vue de l'accusé.

## Production
En mai 2021, il est annoncé que Fox a directement commandé la série Accused, basée sur la série BBC One de 2010 du même nom, sans passer par une phase de pilote, et que les producteurs seront Howard Gordon, Alex Gansa et David Shore. En novembre 2022, il est annoncé qu'Accused serait diffusée dans le cadre du programme de mi-saison de Fox le 22 janvier 2023. En mars 2023, Fox renouvelle la série pour une deuxième saison. La deuxième saison est diffusée pour la première fois le 8 octobre 2024.